# Jagadanandapur
Jagadanandapur (en bengalí: জগদানন্দপুর ) es una ciudad de la India, en el distrito de Nadia, estado de Bengala Occidental.

## Geografía
Se encuentra a una altitud de 19 m s. n. m. y a 154 km de la capital estatal, Calcuta, en la zona horaria UTC +5:30.

## Demografía
Según estimación 2010 contaba con una población de 23 535 habitantes.